# Havana (Illinois)
Havana è un comune degli Stati Uniti d'America, situato in Illinois, nella Contea di Mason, della quale è il capoluogo.